# متحف بولا ريجيا
متحف بولا ريجيا هو متحف تونسي صغير يقع في الموقع الأثري بولا ريجيا، وفتح سنة 1982.

يحتوي المتحف على جزء صغير فقط من الاكتشافات الأثرية المُقامة في الموقع منذ نهاية القرن التاسع عشر وخاصة بداية القرن العشرين. الجزء الأكبر من الاكتشافات تعرض في المتحف الوطني بباردو.

يتكون المتحف من قاعتين فقط، ويمثل بذلك تكملة لزيارة الموقع الأثري المحيط به.

## القاعة البونية والنوميدية
عدة لوحات حجرية بونية وبونية جديدة وأخرى تمثل تانيت أو أشكال بشرية معروضة في جزء من القاعة. بينما في مركز هذه الأخيرة، توجد بقايا معبد يعتقد أنه كان مخصصا لتانيت، خاصة تاج العمود الإيوني ذو علامات تانيت المنقوشة عليه.

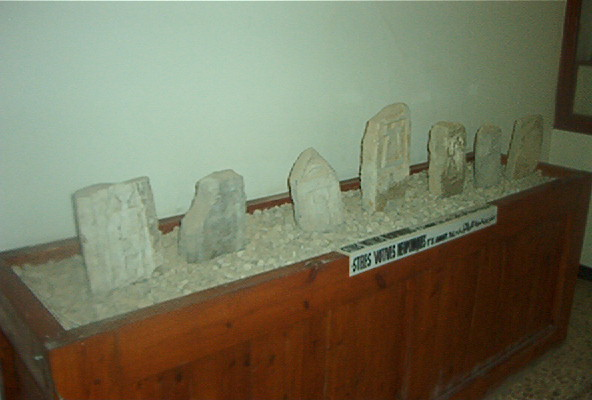
مجموعة لوحات حجرية.
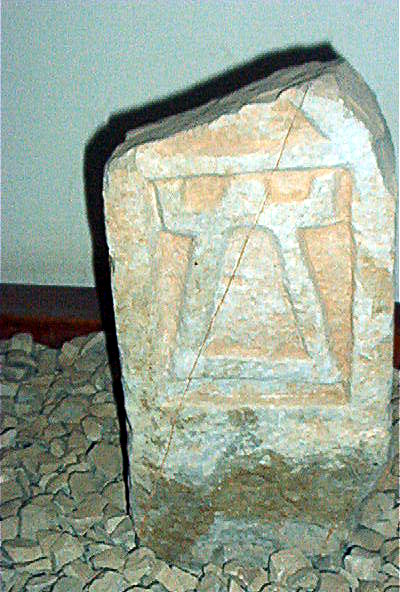
لوحة حجرية تمثل تانيت.

## القاعة الرومانية
في القاعة الثانية، نجد حجرة جنائزية منحوتة بها رفات موتى. كان قد وجد عدد كبير من حجرات الموتى أثناء الحفريات بالموقع في آخر سنوات من القرن التاسع عشر. تعرض في القاعة أيضا فسيفساء صغيرة في شكل دائرة تمثل رأس ميدوسا. في النهاية، يوجد تمثال منحوت لشخصية محلية بارزة تحمل سمات ساذجة.

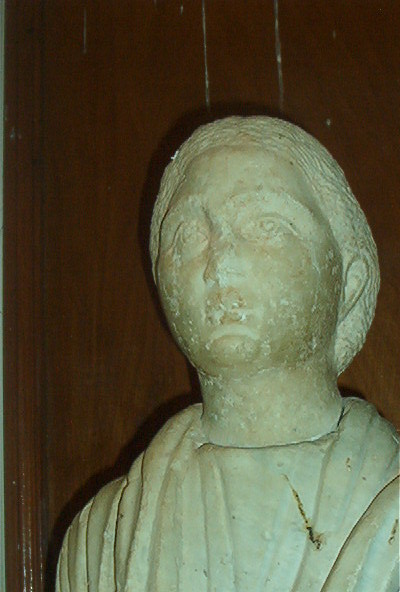
الجزء العلوي من ثمثال الشخصية المحلية البارزة.
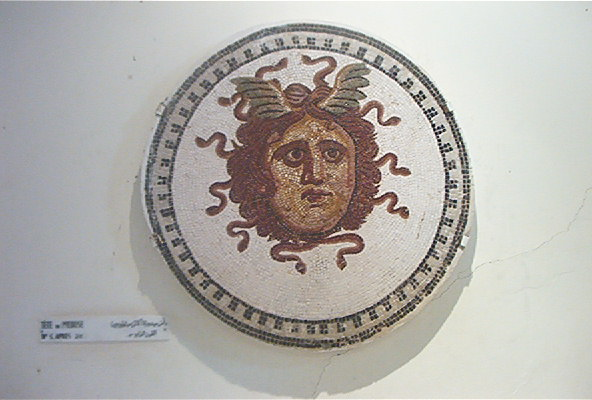
الفسيفساء الدائرية التي تمثل رأس ميدوسا.
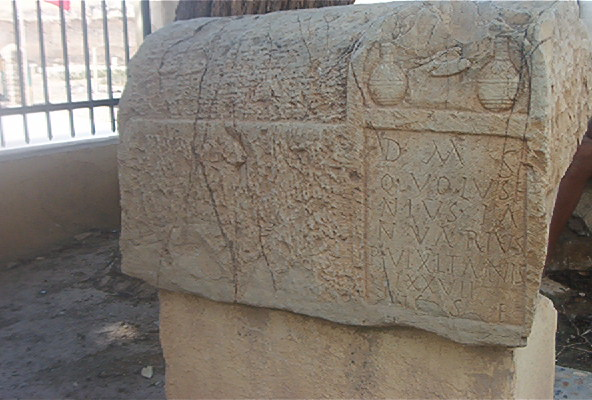
الحجرة الجنائزية أمام المتحف.

## مقالات ذات صلة
- بولا ريجيا